# Warisaliganj
Warisaliganj è una città dell'India di 31.330 abitanti, situata nel distretto di Nawada, nello stato federato del Bihar. In base al numero di abitanti la città rientra nella classe III (da 20.000 a 49.999 persone).

## Geografia fisica
La città è situata a 25° 1' 0 N e 85° 37' 60 E e ha un'altitudine di 68 m s.l.m..

## Società

### Evoluzione demografica
Al censimento del 2001 la popolazione di Warisaliganj assommava a 31.330 persone, delle quali 16.324 maschi e 15.006 femmine. I bambini di età inferiore o uguale ai sei anni assommavano a 5.363, dei quali 2.758 maschi e 2.605 femmine. Infine, coloro che erano in grado di saper almeno leggere e scrivere erano 16.528, dei quali 10.017 maschi e 6.511 femmine.